# Karolina Kosek
Karolina Kosek Różycka (Myślenice, 28 giugno 1985) è una pallavolista polacca.
Gioca nel ruolo di schiacciatrice nell'Energetyk Poznań.

## Carriera
Figlia della pallavolista Anna Kucharczyk, Karolina Kosek (nota anche col cognome Różycka in seguito al matrimonio) inizia la propria carriera nel settore giovanile della squadra della sua città, il Dalin Myślenice, nel quale gioca dal 2000 al 2003; sempre nel 2003 viene selezionata per far parte della nazionale polacca universitaria, partecipando così alla XXIII Universiade, dove si aggiudica la medaglia d'argento. Fa il suo esordio da professionista nella Lega Nazionale A svizzera nella stagione 2003-04, vestendo la maglia del Franches-Montagnes; al termine di questa esperienza ritorna a giocare per un solo campionato col Dalin Myślenice, prima di esordire nella massima serie polacca nella stagione 2005-06 col BKS di Bielsko-Biała, aggiudicandosi la Coppa di Polonia.
Dopo aver giocato il campionato 2006-07 con l'AZS Białystok, scende di categoria nel campionato successivo per vestire la maglia del Wisła Cracovia. Nella stagione 2008-09 fa una nuova esperienza all'estero, giocando nella 1. Bundesliga tedesca col Wiesbaden; nel 2009 torna a far parte della selezione polacca universitaria, vincendo la medaglia di bronzo alla XXV Universiade.
Rientra in Polonia per giocare il campionato 2009-10 nel Budowlani Łódź, aggiudicandosi nuovamente la Coppa di Polonia e venendo premiata come MVP; nell'estate del 2010 debutta nella nazionale polacca maggiore in occasione del Montreux Volley Masters. Prosegue la sua militanza nel Budowlani Łódź per tutta l'annata 2010-11, mentre nel campionato successivo lascia il club dopo pochi mesi; firma poi nel gennaio 2012 con l'Azərreyl, terminando la stagione nella Superliqa azera.
Dopo aver giocato la stagione 2012-13 nella Voleybol 1. Ligi turca con lo Yeşilyurt, ritorna in patria per vestire la maglia del Muszyna nel campionato successivo, restandovi per due annate. Nella stagione 2015-16 passa al MKS di Dąbrowa Górnicza.
Dopo una stagione ferma per maternità, nell'annata 2017-18 fa ritorno in campo con la maglia del PTPS.

## Palmarès

### Club
- Coppa di Polonia: 2

2005-06, 2009-10

### Nazionale (competizioni minori)
- Universiade 2003
- Universiade 2009

### Premi individuali
- 2010 - Coppa di Polonia: MVP